# Ilha Rowett

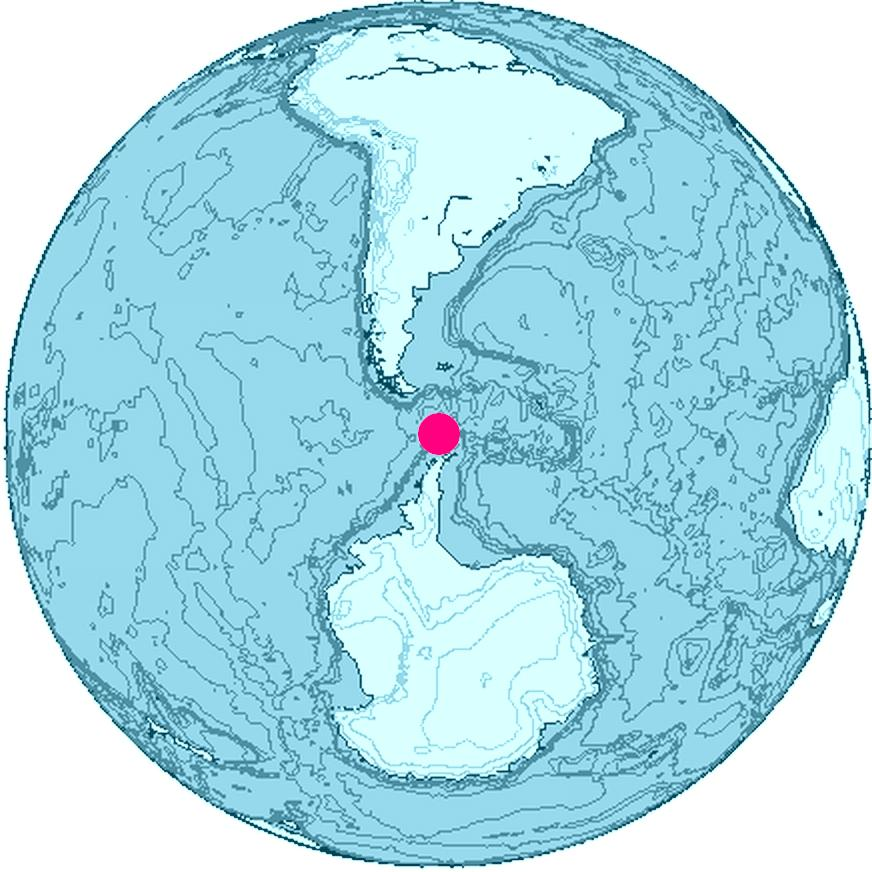
Localização da ilha Rowett

A ilha Rowett é uma ilha rochosa de  0,8 km de extensão, situando-se imediatamente ao lado do Cabo Fossatti, na ilha Elefante, no arquipélago das ilhas Shetland do Sul. A ilha Rowett está localizada nas coordenadas 61° 17′ S, 55° 13′ O. É conhecida pelos caçadores de foca americanos e britânicos desde antes de 1822. A ilha Rowett foi batizada por membros de uma expedição comandada por Ernest Shackleton, entre 1921 e 1922, em homenagem a John Quiller Rowett, patrono da expedição.

## Reclamações territoriais
A Argentina inclui a ilha no departamento da Antártida Argentina, dentro da província da Terra do Fogo, Antártida e Ilhas do Atlântico Sul; para o Chile, ela faz parte do Território Antártico Chileno, dentro da Região de Magalhães e Antártica Chilena; para o Reino Unido, ela integra o Território Antártico Britânico. As três reclamações estão suspensas em virtude do Tratado da Antártida.